# رايموند باس
رايموند باس (بالإنجليزية: Raymond Bass)‏ هو لاعب جمباز فني أمريكي، ولد في 15 يناير 1910 في أركنساس في الولايات المتحدة، وتوفي في 10 مارس 1997 في لوس أنجلوس في الولايات المتحدة.

## وصلات خارجية
- رايموند باس على موقع اللجنة الأولمبية الدولية (الإنجليزية)
- رايموند باس على موقع أوليمبيديا (الإنجليزية)